# بخش نیلاگیری
بخش نیلاگیری (به انگلیسی: The Nilgiris District) یک بخش در هند است که در تامیل نادو واقع شده‌است. بخش نیلاگیری ۲٬۵۶۵ کیلومتر مربع مساحت و ۷۳۵٬۳۹۴ نفر جمعیت دارد و ۱٬۸۰۰ متر بالاتر از سطح دریا واقع شده‌است.